# Feuerwehrausbildung
Die Feuerwehrausbildung ist die spezifische Wissensgrundlage eines jeden Feuerwehrmitgliedes im aktiven Dienst.
Die durch die fortschreitende Technisierung zunehmender Feuerwehraufgaben, ein immer größer werdendes Verkehrsaufkommen zu Land, zu Wasser und in der Luft, die Häufung von Gefahrenpotentialen in den Produktionsstätten und Großlagern sowie eine zunehmende Anzahl von Naturkatastrophen erfordern geeignete Geräte und moderne Fahrzeuge zur raschen und zielführenden Einsatzbewältigung. Gleichzeitig werden höhere Anforderungen an Mannschaften und Führungskräfte der Feuerwehr gestellt, da die Einsatzarbeit bei Bränden gefährlicher wird und die Zahl und Vielfalt von technischen Einsätzen sowie Gefahrguteinsätzen steigt.

## Ausbildung in Deutschland
Die ersten Verordnungen hinsichtlich der Anstellung und Einübung der Mannschaft sowie der Spritzenbedienung erfolgten Anfang des 19. Jahrhunderts. Beispielsweise erließ die herzoglich-nassauische Regierung im November 1826 eine diesbezügliche Verordnung für ihr Herrschaftsgebiet. Mit dieser Regelung werden die Ortschaften zur Bildung und Ausbildung von Mannschaften zur Brandbekämpfung verpflichtet. Damit bildete sich die vorerst landläufige Bezeichnung „Pflichtfeuerwehr“ für diese Mannschaft.
Bis mindestens zum Jahr 1975 wurden die Ausbildung und Prüfungen „wehrintern“ durchgeführt. Die Ausbildungsvorschrift FwDV 2/1 wurde durch den Deutschen Gemeindeverlag mit der Ausgabe 1975 erstmals veröffentlicht. Das Inkrafttreten der Feuerwehr-Dienstvorschrift FwDV 2/2 erfolgte z. B. in Hessen am 1. Januar 1980. Die letztmalige Überarbeitung erfolgte im Jahr 2012.
Die Ausbildungsinhalte sind in der Feuerwehrdienstvorschrift 2 (FwDV 2) bundeseinheitlich festgeschrieben und für Freiwillige Feuerwehren, Pflichtfeuerwehren, Werkfeuerwehren und Berufsfeuerwehren inhaltlich gleich. Für letztere können jedoch weitergehende länderspezifische Vorgaben existieren. Generell sind die Vorgaben der FwDV 2 nur als Minimalanforderungen zu betrachten. Für Werkfeuerwehren gibt es seit 2009 einen dualen Ausbildungsberuf, den Werkfeuerwehrmann.
Im Rahmen des Projektes Feuerwehrensache (2012–2017) im Auftrag des Innenministeriums des Landes Nordrhein-Westfalen hat die Unterarbeitsgruppe Ausbildung des IdF (Institut der Feuerwehr NRW) mit Pilotfeuerwehren der Projektgruppe und mit Unterstützung der Universität Duisburg-Essen Empfehlungen zur Modernisierung der Ausbildung der Freiwilligen Feuerwehren mit höherer Flexibilität und stärkerem Praxisbezug erarbeitet. Ziele sind die Hinwendung zu einer mehr kompetenz- und handlungsorientierten – anstatt theoretischer wissensorientierter – Methode der Wissensvermittlung, modularem Aufbau und Lernfeldern, wie sie im heutigen Berufsschulunterricht üblich sind. Anerkennung von im Beruf erworbenen Kompetenzen und umgekehrt – Anerkennung von grundsätzlichen Feuerwehr-Kompetenzen z. B. für den betrieblichen Brandschutzhelfer bzw. Brandschutzbeauftragten. Etablierung von einheitlichen, regionalen Übungszentren und realistischen Übungsszenarien. In Anlehnung an die Ausbildung bei der Berufsfeuerwehr wird auch eine Professionalisierung der ehrenamtlichen Feuerwehr angestrebt. „Das Land NRW hat inzwischen die entwickelten Ansätze des Pilotprojekts in die länderübergreifende Projektgruppenarbeit zur Weiterentwicklung der Feuerwehrdienstvorschriften der Innenministerkonferenz eingebracht, um die gewonnenen Erkenntnisse nachhaltig in eine zukünftige FwDV 2 einfließen zu lassen.“
Während die Truppausbildung meist in der Feuerwehr selbst (bzw. auf Kreisebene) durchgeführt wird, werden Weiterbildung und Spezialausbildungen in Landesfeuerwehrschulen durchgeführt, da hier auch die Infrastruktur einfacher und kostengünstiger herzustellen ist. So können Lehrgangsteilnehmer auch mit Geräten arbeiten und üben, die in der eigenen Feuerwehr nicht vorhanden sind.
Die Kinderfeuerwehr führt schon Kinder (meist im Alter ab 6 Jahren) und die Jugendfeuerwehr Jugendliche und Heranwachsende (meist im Alter ab 10 Jahren) an die Themenbereiche heran.

### Lehrgänge
Die Ausbildung bei den Feuerwehren in Deutschland gliedert sich in drei Teile (schematische Darstellung siehe Bild "Übersicht der Ausbildungen bei Feuerwehren in Deutschland):
1. die dreiteilige Truppausbildung besteht aus Grundausbildungslehrgang (Truppmannausbildung Teil 1), sowie der darauf aufbauenden Truppmannausbildung Teil 2, beide sind von jedem Feuerwehrmann (SB) zu durchlaufen, sowie dem abschließenden Truppführerlehrgang.
2. die technische Ausbildung beinhaltet neben zusätzlichen allgemeinen Ausbildungsinhalten wie z. B. die Ausbildung zum Sprechfunker, Atemschutzgeräteträger und Maschinisten auch Sonderausbildungen wie das Verhalten bei Gefahrguteinsätzen. In manchen Bundesländern sind die Lehrgänge Sprechfunker und/oder Atemschutzgeräteträger in der Truppmannausbildung integriert.
3. die Führungsausbildung bildet Führungskräfte, wie Gruppenführer und Zugführer aus oder bildet sie für besondere Einsätze (z. B.: Gefahrguteinsätze) fort. Auch die Ausbildung zum Ausbilder gehört zu den Führungslehrgängen.[2]

Für jeden Lehrgang existieren Mindestvoraussetzungen, so kann ein Gruppenführerlehrgang nur als Truppführer besucht werden, ein Zugführerlehrgang nur, wenn man bereits Gruppenführer ist.

Für Ausbilder in der Feuerwehr (meist Kreisausbilder genannt) gelten besondere Anforderungen. 

### Ausbildungsorte und -durchführung
Die Ausbildung der Feuerwehr kann in verschiedenen Formen stattfinden. Auf Ebene der Freiwilligen Feuerwehr finden regelmäßige theoretische und praktische Übungen statt, die das Wissen des Feuerwehrmitglieds nach der Truppausbildung erhalten und erweitern soll. Mindestens 40 Stunden muss sich jeder Feuerwehrangehörige im Jahr fortbilden, je nach Ausbildungsstand erhöht sich diese Zahl.
Die Truppausbildung selbst wird in der Regel auf Land- und Stadtkreisebene bzw. für das Gebiet einer kreisfreien Stadt durchgeführt. Hier können auch bereits die Lehrgänge zum Atemschutzgeräteträger, Sprechfunker und Maschinisten angesiedelt sein. In Städten mit Berufsfeuerwehr kann auch die erste Führungsausbildung (Gruppenführer) noch auf Kreisebene stattfinden. Die Landesfeuerwehrschulen bieten grundsätzlich alle Lehrgänge an, setzen den Schwerpunkt jedoch auf den Teil der technischen Ausbildung, die nicht oder nur wenig auf Kreisebene durchgeführt wird, sowie auf die Führungsausbildung.
Die Ausbildung findet in Form von Standortausbildung, Lehrgängen sowie Seminaren statt. Dabei handelt es sich nur selten um reinen Frontalunterricht, da die Thematik zum größten Teil eine praktische Ausbildung erfordert.

## Ausbildung in Österreich
Da es sich überwiegend um Freiwillige Feuerwehren handelt, ist hier die Ausbildung in diesen Feuerwehren beschrieben. Auch bei den Betriebsfeuerwehren wird die Ausbildung so gehandhabt. Nur bei den sechs Berufsfeuerwehren Österreichs findet sie im Rahmen des normalen Dienstes statt. Da die Ausbildung wie das gesamte Feuerwehrwesen Landessache ist, kann diese je nach Bundesland variieren. Erst mit der Grundausbildung 2000 wurde bundesweit vom Österreichischen Bundesfeuerwehrverband eine standardisierte Grundausbildung geschaffen.
So findet die Grundausbildung großteils in der jeweiligen Feuerwehr statt. In dieser ist für die einzelnen Sachgebiete nicht nur eine gewisse Stundenanzahl, sondern vor allem ein gewisser Wissensstand am Ende der Ausbildung festgelegt. Es können sich aber auch mehrere Feuerwehren oder auch der ganze Bezirk zusammenschließen, die Ausbildung gemeinsam durchzuführen.
Frühestens ein Jahr nach Ende der Grundausbildung kann das Feuerwehrmitglied eine Truppführerausbildung besuchen. Eine kürzere Wartezeit haben die ehemaligen Mitglieder einer Feuerwehrjugend, da sie einen Großteil der Ausbildung im Rahmen der Jugendarbeit bereits absolviert haben. Diese Ausbildung kann auf Bezirksebene durchgeführt werden. Gleiches gilt für eine Reihe anderer Kurse wie der Atemschutz- oder Maschinistenausbildung. Die Erste-Hilfe-Ausbildung, die ebenfalls Voraussetzung für die Truppführerausbildung ist, kann von den anderen Hilfsorganisationen wie dem Roten Kreuz oder dem Arbeiter-Samariter-Bund durchgeführt werden. Für weiterführende Lehrgänge kann man die Landesfeuerwehrschulen besuchen. Diverse Lehrgänge sind an Funktionen, die man in der Feuerwehr ausübt, oder an besondere Fähigkeiten, die man sich außerhalb der Feuerwehr erarbeiten kann, gekoppelt.
Unabhängig von diesen Ausbildungsschritten werden in den einzelnen Feuerwehren oder auch gemeinsam mit mehreren Feuerwehren Übungen durchgeführt. Die Organisation dieser Übungen obliegt den einzelnen Feuerwehrkommandanten oder einem zuständigen Ausbildungsbeauftragten innerhalb der Feuerwehr. Auch wie streng der Übungsbesuch der einzelnen Feuerwehrmitglieder gehandhabt wird, ist allein Sache des Kommandos. Nur in einzelnen Sachgebieten wie Atemschutz oder Körperschutz ist eine bestimmte Mindestanzahl Übungen notwendig.
Auch in übergeordneten Einheiten, wie dem Katastrophenhilfsdienst oder Sondereinheiten (zum Beispiel Spreng- oder Strahlenschutzgruppen), werden laufend Übungen durchgeführt, die je nach Führungsebene auf Gruppen-, Bezirks- oder Landesebene stattfinden. Außerdem werden noch zusätzliche Übungen mit anderen Hilfseinheiten, die entweder unter der Leitung einer der Hilfseinheiten, meist der Feuerwehr, oder aber unter Leitung des Bezirkshauptmannes durchgeführt werden. Solche Übungen werden oft auch als Stabsübungen durchgeführt, wobei dann wenig Mannschaft notwendig ist und nur das Führen eines Einsatzes unter den verschiedensten Szenarien geübt wird.

## Ausbildung in der Schweiz

### Berufsfeuerwehr
Die Ausbildung ist ein 18-monatiger Lehrgang, in dem sich Theorie und Einsätze im Schichtdienst abwechseln. Des Weiteren kann es externe Kurse geben.
Wer die eidgenössische Prüfung bestanden hat, ist danach Berufsfeuerwehrmann mit eidgenössischem Fachausweis.

### Milizfeuerwehr
Das Feuerwehrwesen untersteht den Kantonen und Gemeinden. In der Schweiz bestehen deswegen 26 Feuerwehrgesetze und auf Stufe Gemeinde oder gemeindeübergreifenden Feuerwehren Erlasse für die einzelnen Feuerwehren. Mannschaften und Kader erwerben ihr Rüstzeug in regionalen oder kantonalen Ausbildungskursen.
Man unterscheidet zwischen dem Einführungskurs für Neueingeteilte, Kaderlehrgängen und Fachkurse.
Der Einführungskurs für neu eingeteilte Feuerwehrleute dauert rund fünf Tage. Die Weiterausbildung zum Gruppenführer (Korporal) ist meist ein zweiteiliger Kurs von etwas mehr als einer Woche Dauer, ebenso der Offizierslehrgang.
Es werden ein- und mehrtägige Fachkurse zum Beispiel zum Maschinisten, Chef Verkehr, Atemschutzgeräteträger und weiteren Spezialisierungen durchgeführt.
Das in den Kursen gelernte Wissen wird während der Übungen (Gesamtfeuerwehr und Spezialistenübungen) kontinuierlich angewendet und vertieft. Ebenso finden Wiederholungskurse statt, welche in festgelegten Abständen besucht werden müssen.